# 賓州檔案
《賓夕法尼亞檔案與全面廣而告之》（英語：Pennsylvania Packet and the General Advertiser）是一份創刊於1771年的美國報紙，在1784年成為出版於美國境內的首份成功的日報。

## 歷史和特色
該報由John Dunlap於1771年底創辦，最初是一份週報，報社總部設於費城。但在1777年至1778年英國佔領費城期間，Dunlap改于蘭開斯特出版該報。David C. Claypoole後來加入成為合夥人。自1784年9月21日起，該報改以《賓州檔案，每日廣而告之》(Pennsylvania Packet, and Daily Advertiser)為名發行，標誌著轉型為日報出版。
該報隨後經歷了多次更名，於1791年去掉了Pennsylvania Packet前綴，並逐次更名為Dunlap's American Daily Advertising (1791–1793)、Dunlap and Claypoole's American Daily Advertising (1793–1795)、和Claypool and Claypoole's American Daily Advertising (1793–1795)、Clayed and Claypoole's American Daily Advertising (1793–1795)、和Claya-180696565)。
1796年9月21日，即《克雷普列之美國每日廣而告之》(Claypoole's American Daily Advertising)時期，該報首刊喬治·華盛頓告別演說。
1800年，撒迦利亞·波爾森買下該報並更名為《波爾森之美國每日廣而告之》(Poulson's American Daily Advertiser)。
1825年，拉法葉侯爵於其著名的美國之行期間接受該報採訪。
波爾森經營該報近四十年。1839年底，他又將報紙賣給了新成立的《北美人》報。《北美人》則是傳承創於1771年的《檔案》報(Packet)。
從這一點延伸開去，則可直承經由如此回溯，《檔案》報之最後繼𠄘者即《費城詢問報》。